# Garage rock
Pour l’article homonyme, voir Garage (musique).
Sous-genres
Acid punk (en)
Genres dérivés
Punk rock, garage punk, rock psychédélique, power pop, glam rock, hard rock, protopunk, punk blues, rock indépendant, psychobilly, heavy metal
Le garage rock est un genre de rock ayant émergé aux États-Unis et au Canada au milieu des années 1960 et qui a été reconnu comme prédécesseur du Punk Rock. À cette période, le style n'est pas encore identifié et n'a pas encore reçu de nom. Mais la compilation Nuggets, publiée en 1972, parvient à normaliser et décrire le style.
Le style, bien qu'associé au rock psychédélique contemporain, se caractérise par des propos vifs accompagnés de guitares dont la sonorité distordue est produite par la pédale fuzz. Au début des années 1970, certains critiques musicaux définissent le style sous les termes de « punk rock », la première forme musicale à adopter cette description ; et parfois « garage punk », « protopunk » ou « punk des années '60 » afin de le différencier du punk rock du milieu et de la fin des années 1970.

## Caractéristiques
La musique garage peut être considérée comme un style annonciateur du punk rock. Elle naît vers le milieu des années 1960 aux États-Unis et au Canada et s'exporte assez vite en Europe. À l'époque, ce style n'a pas de nom permettant de le distinguer du reste de la production pop et rock. Rétrospectivement, dans les années 1970, certains critiques musicaux lui apposent l'étiquette « rock garage » ou encore « punk sixties ». La caractéristique principale du garage est la qualité souvent médiocre ou volontairement « sale » du son. Le nom de ce style vient justement de ce côté brut et peu retravaillé, qui évoque un enregistrement réalisé dans des conditions et avec un équipement minimalistes, comme fait dans un garage, bien que les garages aient alors été plutôt utilisés comme locaux de répétition que d'enregistrement. Cette volonté minimaliste affichée se retrouve dans la composition de certains groupes qui suppriment volontairement certains instruments présents dans les formations rock ou pop traditionnelles.
Dans l'absolu, on différencie plusieurs catégories de garage rock : le frat rock, (garage très orienté années 1950 et empruntant beaucoup au style instrumental, typique de musiques de soirées étudiantes des années 1960), la surf music (précurseur, instrumental, avec saxophone souvent), le folk garage (version douce avec guitares électro-acoustiques), le beat (garage), empruntant beaucoup aux Beatles, avec un appui fort sur le travail mélodique et les voix, le (garage) punk, version la plus sale et au son fuzzé (de la pédale fuzz). La période charnière (originale) est logiquement contenue dans les années 1964 et 1967, 1964 étant l'année où la plupart des groupes internationaux ont subi de plein fouet le beat mélodieux de The Beatles et le rythm 'n blues sauvage de The Rolling Stones. L'année 1968 voyant une partie de ces groupes évoluer vers un psychédélisme « déviant », voire le hard rock. Pour un historique plus complet, il sera nécessaire de chercher du côté des écrits de divers contributeurs de fanzines et compilations sorties chez les labels Rhino, ou Big Beat Records : Alec Pahoa, Greg Prevost, Mike Stax, tous activistes de la scène garage des années 1980.
Le réalisateur de films Serge Bozon, grand collectionneur de disques (garage, northern soul, punk rock, mais aussi certains chefs d’orchestre) utilise dans son film Mods, en 2003, cinq morceaux de musique garage (des groupes Phil and the Frantics, The Alarm Clocks, The Seeds, The Callico Wall et The Unrelated Segments (en)). Il explique avoir choisi du rock garage et non de la musique mods car il trouvait cette dernière « plus puissante, plus lourde, plus professionnelle » que le rock garage finalement utilisé. Il dit à ce propos « La musique garage américaine a un avantage sur la musique mod (...) : elle est nettement moins datable, ça évoque moins les années 1960 dans ce que ça peut avoir de touristique. » Il estime avoir choisi pour ce film « des ballades un peu aigres et acides, obscures et “amateur”. »

## Histoire

### Origines
La musique garage rock suit de près les débuts de la musique pop, dont les figures emblématiques sont alors les Beatles. Elle en reprend les grandes lignes rythmiques : une base binaire simple, des morceaux à la structure épurée, des voix en chœur. Le rhythm and blues blanc de l'époque, porté par les Rolling Stones est aussi une influence majeure, tout comme le rock 'n' roll original. Parmi les plus marquants pionniers de ce genre, redécouverts en 1977 (réédition de leur troisième album sur First American Records : First 7715), il convient de citer The Sonics, groupe américain formé à Tacoma en 1963 dont le chanteur était Gerry Roslie. Leurs premiers enregistrements sauvages très influencés par Little Richard paraissent en 1965. Ils laissèrent des morceaux célèbres Cinderella, The Witch, Strychnine, régulièrement repris par d'autres groupes.
On peut citer également The Seeds, The Electric Prunes, Count Five, The Standells, The Kingsmen, Paul Revere and the Raiders ou The Chocolate Watchband.
La préoccupation de ces groupes est d'abord de continuer à jouer du rock 'n roll, d'épater les copains, de séduire les filles et de prendre du bon temps. La richesse de leur son vient aussi de la variété de leurs modèles comme british beat, folk rock, rhythm 'n blues, rockabilly, et tex mex. et aussi des nombreux fabricants de guitares (Epiphone, Mosrite, Dan Armstrong, Danelectro, la Rickenbacker des Anglais, Vox...) qui font qu'ils sonnent différemment, ou qu'au contraire, tous passant par le même studio, l'ingénieur du son donne une unité à une scène locale (le label Fenton, par exemple). On[Qui ?] considère aussi que cette période est un âge d'or, trop vite perdu, d'une grande inventivité, auquel la guerre du Vietnam mit fin, nombre de ces jeunes ayant, au choix, fui les drapeaux ou perdu leur vie ou une partie de leur corps à cette occasion. D'où, peut-être les noms que choisirent certains enragés des années 1980 : DMZ ou les VietNam Veterans, par exemple (DMZ signifiant « DeMilitarised Zone » : zone démilitarisée, la zone neutre entre Sud-Vietnam et Nord-Vietnam, proche du Laos, fixée en 1954 et qui sera le plus important théâtre de la guerre dans les années 1960 et 1970).

### Punk et revirements

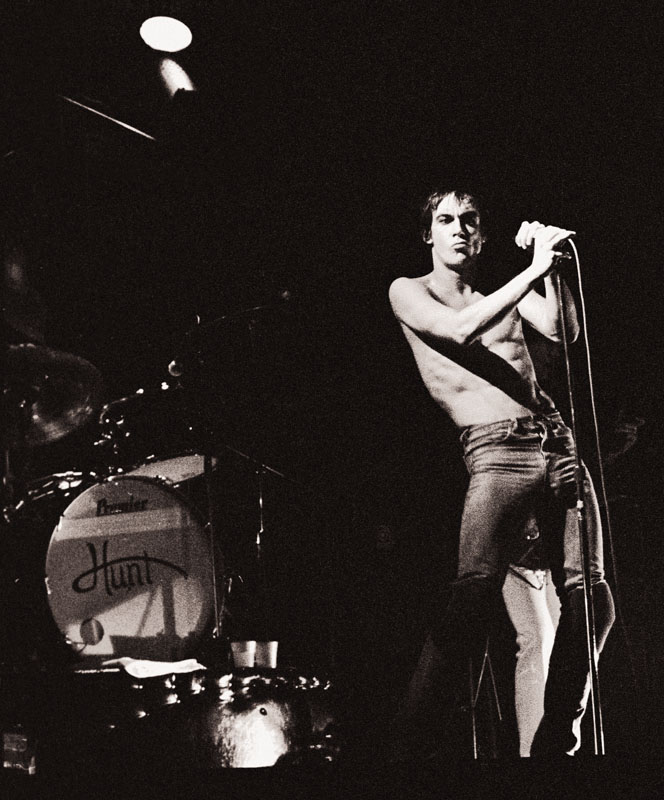
Iggy Pop des Stooges sur scène en 1977.

Dans les années 1970, certains groupes, au nombre desquels on peut citer, pour être les plus connus, MC5, les Stooges et les New York Dolls, font revivre ce style musical. Iggy Pop fait partie par exemple, courant années 1960, d'un groupe de garage originaire de Détroit, The Iguanas, qui lui donne son surnom, « Iggy l'iguane ». Le MC5, lui-même, était un groupe de garage, voir les early tapes sorties il y a une dizaine d'années, ce qui explique, après un premier album en public, sauvage entre tous, un retour au rock 'n' roll carré et rentre-dedans sur Back in the USA, c'est en cela que le garage correspond plus à un état d'esprit rock 'n' roll qu'à une mode ou une période[Quoi ?]. On peut aussi citer Brownsville Station, avec Cub Koda, qui contribue aussi à entretenir la flamme dans une période de calme (presque) plat. Les groupes de garage furent les précurseurs d'une démarche musicale que reprit, une dizaine d'années plus tard, le mouvement punk puis le grunge, vingt ans après.
Le garage rock continue à survivre dans l'ombre et on peut noter différents revirements (ou retours). Le premier véritable s'étend de 1978 à 1988, soutenu en amont par le label américain Bomp! Records, et sa liste de distribution de disques, fanzines, puis un autre revirement prend la relève dans la décennie suivante. Toutes époques revirement confondues recensent des noms notables comme The Lyres, The Fleshtones, The Chesterfield Kings, The Miracle Workers, The Headless Horsemen, Wipers, Plan 9, Cheepskates, The Pandoras et The Fuzztones aux États-Unis ; The Nomads, The Creeps, Crimson shadows en Suède ; The Cannibals, Sting-Rays, The Msytreated, et les formations créées par Billy Childish au Royaume-Uni ; Les Playboys, Vietnam Veterans, Dogs, Cryptones, Les Coronados, Hushpuppies en France ; Sick Rose, Birdmen of Alcatraz, Pression X en Italie ; Sex museum, Los Negativos, en Espagne ; The Dukes, What For, en Allemagne ; et The Thanes en Écosse.
Le garage rock connait un regain de popularité au début des années 2000 avec Drive Simone, The RemeNbers, The Hives, The Libertines, The White Stripes, The Strokes, Arctic Monkeys, The Kills, The Von Bondies, The Detroit Cobras, The Vines, Who Made Who, The Lords of Altamont, The Datsuns, The Growlers, The Hellacopters, Bunnyranch,The (International) Noise Conspiracy, Os Azeitonas, The Foves, Black Lips, Jorge Bernstein & the pioupioufuckers, The Subways, Blood Red Shoes, Corleone, The Black Box Revelation, Eagles of Death Metal et The Greenhornes.

## Ouvrages
- Fuzz, Acid and Flowers (Vernon Joynson, Boderline books 1995/2002), est l'ouvrage le plus complet rédigé en anglais sur le sujet[4].
- Garageland de Nicolas Ungemuth (Hoebeke, 2009) propose un panorama en français de la période sixties.
- Nuggets: Original Artyfacts from the First Psychedelic Era, 1965-1968 (Rhino Records, 1998), réédition sous forme de coffret d'une compilation de 1967 plus courte, contient aussi en anglais une grosse partie éditoriale historique sur le mouvement original.
- The Knights of Fuzz (précédemment Echoes in Time 1991), par Timothy Gassen, Borderline publishing 1996[5], puis Purple cactus 2001 sous forme CD-ROM, et enfin DVD chez Dionysus, à consulter sur la partie « revival » des années 1980 et 1990 est un ouvrage de référence[6], quoique critiqué par certains à sa parution car jugé incomplet et trop subjectif[7].
- Bien que pas uniquement consacré au mouvement garage rock, l'ouvrage important de Joachim Gaertner, They could have been bigger than EMI, recense tous les labels indépendants (et leur catalogue complet) qui ont publié ce genre depuis la fin des années 1970 jusqu'aux années 2000[8].
- Une large littérature underground entend bien entendu suivi et suit toujours ces mouvements dans des revues spécialisées internationales, (fanzines), et plus spécialement depuis les années 1970[9].
- Le Rock Garage, Fuzz, Farfisa & Distortions - de Christophe Brault - Éditions Le Mot et Le Reste (2016 - FR) présente les 100 meilleurs albums de Garage Rock entre 1964 et 2014.

## Discographie
Les compilations Nuggets (lit. : « pépites ») sorties en 33 tours dans les années 1970, puis reprises en quatre CD en 1998 (sous-titrées Original Artyfacts from the First Psychedelic Era) rendent un hommage au mouvement garage américain en permettant aux nouvelles générations de découvrir de nombreuses formations garage devenues classiques : The Monks, The Standells, The Count Five, The Third Bardo, The Strangeloves, The Sparkles, Shadows of the Knight, Blue Cheer, The Seeds, ou encore The Swamp Rats.
Les compilations Pebbles, Eva, Mindrocker, publiées à partir de 1978 contribuent à creuser le filon. Le label Crypt, avec sa série Back from the Grave prend l'habitude de réhabiliter ces groupes en retrouvant les artistes, en les interviewant, en publiant photos et souvenirs de ceux-ci. Depuis, de nombreuses autres séries internationales ont vu le jour, tant pour la période sixties, que pour les revivals, qui ont bien entendu produit aussi de nombreux albums de groupes, encore en activité pour certains. En 2005 paraît le coffret 4 CD The Children of Nuggets (Rhino Records), proposant la crème des groupes garage revival. (Pop, garage, psychédélique...)

## Filmographie
- 1996 : That Thing You Do!, de Tom Hanks
- 2003 : Mods, de Serge Bozon

## Groupes représentatifs
Les groupes représentatifs du genre incluent The Sonics, The 13th Floor Elevators, Amboy Dukes, Blue Cheer, The Chocolate Watchband, Count Five, Dick Dale & Deltones, The Easybeats, The Electric Prunes, The Jim Jones Revue, MC5, Fuzzy Vox, The Music Machine, Question Mark and the Mysterians, The Seeds, Shadows of Knight, The Standells, The Myddle Class, Bass Drum of Death et The Stooges.

## Chansons emblématiques
Selon Bonnie Stiernberg du magazine américain Paste, dans son article de 2014 « The 50 Best Garage Rock Songs of All Time », les meilleures chansons de garage rock sont :
- The Sonics – Have Love, Will Travel (1965)
- 13th Floor Elevators – You're Gonna Miss Me (1966)
- The Kingsmen – Louie Louie (1963)
- The Seeds – Can’t Seem to Make You Mine (1965)
- The Stooges – I Wanna Be Your Dog (1969)
- ? and the Mysterians – 96 Tears (1966)
- The Count Five – Psychotic Reaction (1966)
- Bobby Fuller Four – I Fought the Law (1965)
- The Troggs – Wild Thing (1966)
- The Swingin' Medallions – Double Shot of My Baby’s Love (1966)

Sur la compilation Nuggets: Original Artyfacts from the First Psychedelic Era, 1965-1968 de 1972, élaborée par Lenny Kaye (futur guitariste de Patti Smith) et Jac Holzman (fondateur d'Elektra Records), on trouve également :
- The Seeds – Pushin' Too Hard (1966)
- The Electric Prunes – I Had Too Much to Dream (Last Night) (1967)
- The Standells – Dirty Water (1966)
- Blues Magoos – Tobacco Road (1966)